# Parafia św. Wojciecha w Filadelfii
Parafia św. Wojciecha w Filadelfii (ang. St. Adalbert's Parish) – parafia rzymskokatolicka położona w Filadelfii w stanie Pensylwania w Stanach Zjednoczonych.
Jest ona wieloetniczną parafią w archidiecezji filadelfijskiej, z mszą św. w j. polskim dla polskich imigrantów.
Ustanowiona 1904 roku i dedykowana św. Wojciechowi.

## Nabożeństwa w j. polskim
- Niedziela – 7:30; 10:30

## Szkoły
- Our Lady of Port Richmond School